# Barre de l'Île
La barre de l'Île est une crête de l'île de Basse-Terre en Guadeloupe. Elle est au croisement de diverses grandes randonnées. 

## Géographie
La barre de l'Île culmine à 753 m d'altitude.

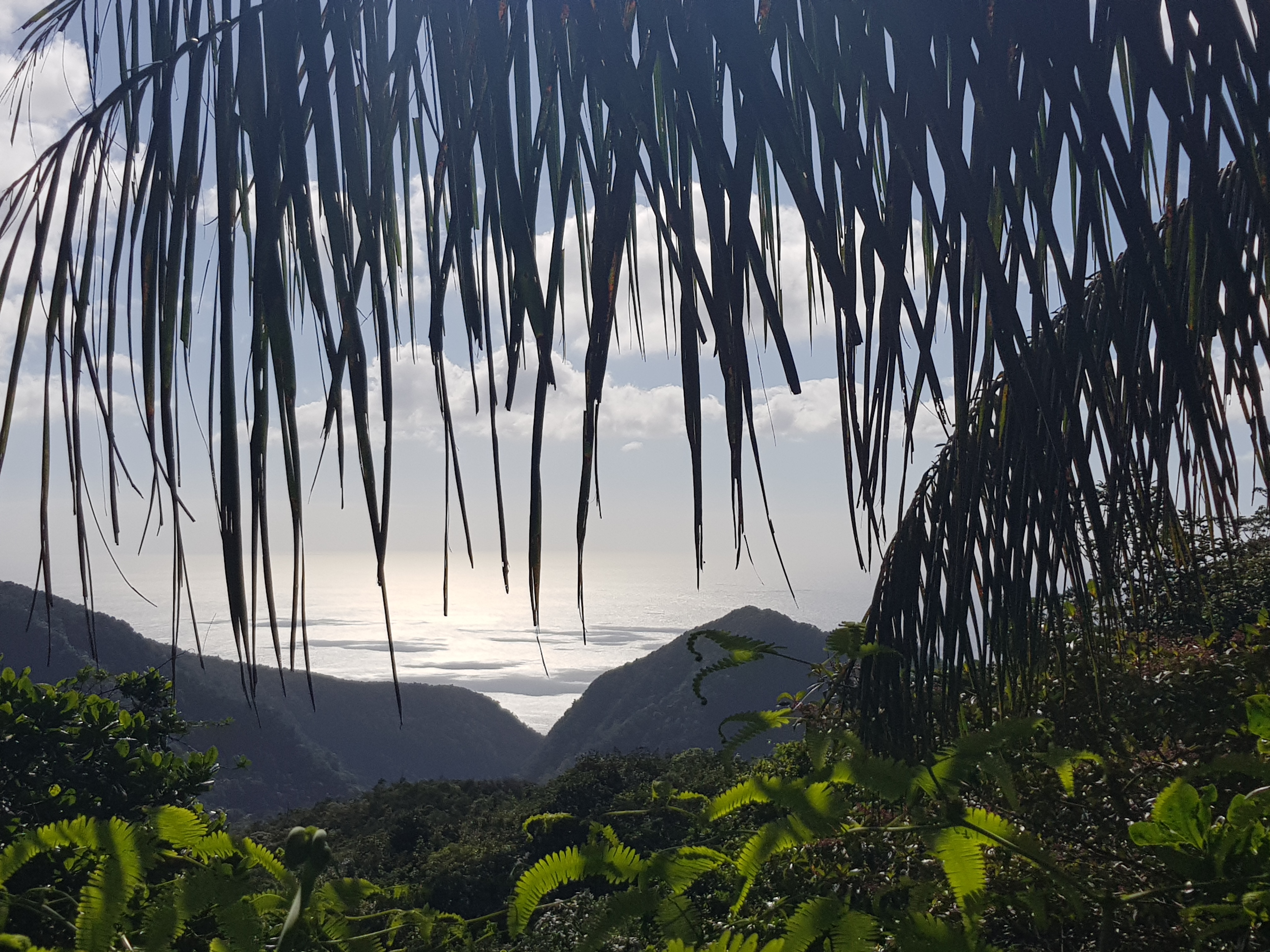
Vue sur l'océan à partir d'un croisement de randonnées à la barre de l'Île.

La rivière de la Ramée y prend sa source et la rivière Moustique prend sa source à environ 600 mètres d'altitude dans le cirque montagneux composé par les flancs orientaux de la barre de l'Île et les flancs nord de la tête Allègre, situé sur le territoire de la commune de Sainte-Rose.

## Randonnées
La barre de l'Île est le lieu de croisement de plusieurs randonnées provenant au nord du Morne Mazeau, au nord-est de Sofaïa, à l'est de tête Allègre, au sud de La Couronne et du piton Guyonneau et au sud-ouest en provenance de Belle-Hôtesse.
La barre de l'Île est aussi le nom du sentier traversant la Basse-Terre du nord au sud par les crêtes.